# Seututie 923
Pour les articles homonymes, voir Route 923.
La route régionale 923 (finnois : Seututie 923) est une route régionale allant de Alaniemi à Simo jusqu'à Tervola en Finlande,,.

## Présentation
La seututie 923 est une route régionale de Laponie.